# Rien van IJzendoorn
Marinus (Rien) H. van IJzendoorn (Tiel, 14 mei 1952) was hoogleraar gezinspedagogiek aan de Universiteit Leiden. Hij onderzocht daar gehechtheid en emotieregulatie van de wieg tot het graf, in intergenerationeel perspectief. In 2004 ontving hij voor zijn werk de Spinozapremie.

## Biografie
Van IJzendoorn studeerde in 1976 cum laude af in de pedagogiek aan de Universiteit van Amsterdam. Twee jaar later promoveerde hij magna cum laude aan de Vrije Universiteit Berlijn. Daarna vervolgde hij zijn loopbaan aan de Universiteit Leiden. Op zijn 29e, in 1981, benoemde de Universiteit Leiden hem tot hoogleraar. Van IJzendoorn was diverse malen gastonderzoeker in de Verenigde Staten en in Israël. Hij ontving in 1990 een Pionier-subsidie van NWO waarmee hij een nieuwe onderzoeksgroep opzette. In 1998 wordt hij fellow van de Koninklijke Nederlandse Akademie van Wetenschappen. In 1998 en 1999 was hij Decaan van de Faculteit Sociale Wetenschappen. In 2008 ontving hij een eredoctoraat van de Universiteit van Haifa. Van IJzendoorn was tot 2023 ook hoogleraar Algemene pedagogiek aan de Erasmus Universiteit Rotterdam, en vanaf oktober 2017 is hij tevens Wellcome Trust Visiting Professor in de Primary Care Unit, School of Clinical Medicine, University of Cambridge.

## Werk
Van IJzendoorns specialisme is hechting. Volgens deze theorie zijn kinderen evolutionair 'geprogrammeerd' om zich te hechten aan een opvoeder. De theorie is ontwikkeld door onder andere John Bowlby en Mary Ainsworth. Kinderen die veilig zijn gehecht aan hun opvoeders hebben de beste ontwikkelingskansen. Met meta-analyses van onder andere onderzoek naar geadopteerden combineerde Van IJzendoorn de resultaten van vele studies statistisch verantwoord met elkaar. Op basis van deze analyses noemde hij adoptie een 'heel succesvolle interventie'. Ook deed hij onderzoek naar opvoeding door overlevers van de Holocaust.
Van IJzendoorn toonde samen met Israëlische onderzoekers aan dat kinderen die opgroeiden in een traditionele kibboets minder vaak veilig gehecht zijn aan hun ouders dan kinderen die in een gezin werden opgevoed. Ook ontdekte zijn team dat crèchekinderen zich emotioneel hechten aan zowel hun leidsters als aan hun ouders.

## Publicaties (selectie)
- Van IJzendoorn, M.H. & Bakermans-Kranenburg , M.J. (2015, in press). Genetic Differential Susceptibility on Trial: Meta-Analytic Support from Randomized Controlled Experiments. Development & Psychopathology.
- Van IJzendoorn, M.H., & Bakermans-Kranenburg, M.J., (2014). Confined Quest for continuity: The categorical versus continuous nature of attachment. Monographs of the Society for Research in Child Development, 79(3):157-167. doi: 10.1111/mono.12120.
- Van IJzendoorn M.H., Fridman A., Bakermans-Kranenburg M.J., Sagi-Schwartz A. (2013). Aftermath of Genocide: Holocaust Survivors’ Dissociation Moderates Offspring Level of Cortisol. Journal of Loss and Trauma, 18, 64-80. doi: 10.1080/15325024.2012.679132
- Van IJzendoorn, M.H., Belsky, J., & Bakermans-Kranenburg, M.J., (2012). Serotonin transporter genotype 5HTTLPR as a marker of differential susceptibility? A meta-analysis of child and adolescent gene-by-environment studies. Translational Psychiatry, 2, e147, doi:10.1038/tp.2012.73
- Van IJzendoorn, M.H., Bakermans-Kranenburg, M.J., Belsky, J., Beach, S., Brody, G., Dodge, K.A., Greenberg, M., Posner, M., & Scott, S. (2011) Gene-by-environment experiments: A new approach to finding the missing heritability. Nature Reviews Genetics, 12, 881-881, doi: 10.1038/nrg2764-c1.
- Van IJzendoorn, M.H., Bakermans-Kranenburg, M.J., Pannebakker, F., & Out, D. (2010). In defense of situational morality: Genetic, dispositional and situational determinants of children’s donating to charity. Journal of Moral Education, 39, 1-20. doi:10.1080/03057240903528535
- Van IJzendoorn, M.H., Caspers, K., Bakermans-Kranenburg, M.J., Beach, S.R.H., & Philibert, R. (2010). Methylation matters: Interaction between methylation density and 5HTT genotype predicts unresolved loss or trauma. Biological Psychiatry, 68, 405-407.
- Van IJzendoorn, M.H., Rutgers, A.H., Bakermans-Kranenburg, M.J., Swinkels, S.H.N., Van Daalen, E., Dietz, C., Naber, F.B.A., Buitelaar, J.K., & Van Engeland, H. (2007). Parental sensitivity and attachment in children with autism spectrum disorders: comparison with children with mental retardation, language delay and non clinical children. Child Development, 78, 597-608. doi:10.1111/j.1467-8624.2007.01016.x

## Onderscheidingen
- Dr. Hendrik Muller Prijs 2013, Koninklijke Nederlandse Akademie van Wetenschappen.
- Zwaartekracht 2012, Consortium Individuele Ontwikkeling door het Ministerie van Onderwijs, Cultuur en Wetenschap (met Chantal Kemner, Marian Joels, Dorret Boomsma, Patti Valkenburg, Sarah Durston, 27M Euro), 2013-2022.
- American Professional Society on the Abuse of Children’s Beste Artikel in Child Maltreatment Award 2011 (met Stoltenborgh, Euser, and Van IJzendoorn: “A global perspective on child sexual abuse: meta-analysis of prevalence around the world”) uitgereikt tijdens de APSAC-conferentie in Chicago op 29 juni 2012.
- De Aristoteles Prijs van de Europese Federatie van de Vereniging van Psychologen, juni 2011.
- De Bowlby-Ainsworth Founder Award van The Center for Mental Health Promotion and The New York Attachment Consortium, april 2011.
- American Professional Society on the Abuse of Children’s Outstanding Research Article Award 2010 (met Cyr, Van IJzendoorn, and Euser: “Attachment security and disorganization in maltreating and high-risk families: A series of meta-analyses”) uitgereikt tijdens de APSAC-conferentie in Philadelphia op 15 juli 2011.
- Eredoctoraat, Universiteit van Haifa, Israel, 4 juni 2008.
- Distinguished International Contributions to Child Development, uitgereikt door The Society for Research in Child Development, 30 maart 2007.
- Spinoza Prijs, uitgereikt door de Nederlandse Organisatie voor Wetenschappelijk Onderzoek, 3 november 2004.
- Lid van de Sociaal-Wetenschappelijke Raad, KNAW, 2001-2006.
- Fellow van de Koninklijke Nederlandse Akademie van Wetenschappen, verkozen in 1998.
- Fellow van the Netherlands Institute for Advanced Study in the Humanities and Social Sciences (NIAS), 1996-1997.
- Pioneer Award van de Nederlandse Organisatie voor Wetenschappelijk Onderzoek, 1990-1994.
- Senior Fulbright Fellow bij the Department of Psychology, Universiteit van California, Berkeley (V.S.) en the National Institute of Child Health and Human Development (Bethesda, V.S.), 1989.
- Fellow International Rotary Foundation, 1978.